# Milan Babić
Milan Babić (sérvio cirílico: Милан Бабић; Kukar, 26 de fevereiro de 1956 – Haia, 5 de março de 2006) foi um político sérvio croata que serviu como primeiro presidente da República Sérvia da Krajina, um estado autoproclamado em grande parte povoado por sérvios da Croácia que desejavam quebrar longe da Croácia durante a Guerra da Independência da Croácia.
Após a guerra, ele foi indiciado por crimes de guerra pelo Tribunal Criminal Internacional para a Ex-Iugoslávia (TPIJ) em 2004 e foi o primeiro indiciado a se declarar culpado e entrar em uma negociação de confissão com a promotoria, após o que foi condenado a 13 anos na prisão. Babić expressou "vergonha e remorso" em uma declaração pública e declarou que sua barganha visava aliviar a vergonha coletiva dos sérvios croatas e pediu a seus "irmãos croatas que perdoem seus irmãos sérvios" por suas ações.
Depois de ser condenado em 2004, Babić foi encontrado morto em sua cela de prisão em Haia em março de 2006, em um aparente suicídio.

## Juventude
Milan Babić, filho de Božo Babić, nasceu em 1956 na aldeia de Kukar, perto da cidade de Vrlika, na República da Croácia, Iugoslávia. Em 1981, ele se formou na Faculdade de Odontologia da Universidade de Belgrado e tornou-se estomatologista. Em 1989, ele se tornou um dos diretores do centro médico em Knin, uma cidade amplamente habitada pelos sérvios no sudoeste da Croácia. Ele entrou na política em 1990, quando a Iugoslávia começou a se desintegrar, deixando sua filiação na Liga dos Comunistas da Croácia (LCC) e ingressando no recém-criado partido nacionalista sérvio chamado Partido Democrático Sérvio (PDS) no seu início, em 17 de fevereiro de 1990. Ele foi eleito Presidente da Assembleia Municipal de Knin logo depois. Na época, os sérvios compreendiam cerca de 12,2% da população da Croácia, formando a maioria em uma faixa de terra conhecida como "Krajina" ao longo da fronteira entre a Croácia e a Bósnia. A Croácia avançou para a independência após a eleição do presidente Franjo Tuđman no final de 1990 foi fortemente contestada por sua minoria étnica sérvia, que foi apoiada política e militarmente pelo Exército do Povo Iugoslavo (EPI) e SR Sérvia sob o presidente Slobodan Milošević. Nacionalistas sérvios no "Krajina" estabeleceram então um Conselho Nacional da Sérvia, um órgão designado para coordenar a oposição sérvia à independência da Croácia; Babić foi eleito seu presidente.

## Guerra da Croácia
Os sérvios étnicos logo se tornaram hostis a permanecer em uma Croácia independente. Depois que Tuđman foi eleito, a primeira constituição democrática da Croácia foi redigida, que rebaixou os sérvios étnicos a uma condição de minoria dentro do país.
Em setembro de 1990, um referendo foi realizado em Krajina perguntando aos eleitores locais se concordavam com a "soberania e autonomia" sérvia na Croácia, que foi aprovado por uma maioria de 99,7%. A votação foi declarada ilegal e inválida pelo governo croata. A administração de Babić em Knin anunciou então a criação de uma Região Autônoma da Sérvia, denominada RAS Krajina, em 21 de dezembro de 1990, e em 1 de abril de 1991 declarou que se separaria da Croácia para se juntar à Sérvia. Outras comunidades dominadas pelos sérvios no leste da Croácia anunciaram que também iriam se juntar ao RAS.
Babić foi eleito Presidente do Conselho Executivo do RAS em 30 de abril, sendo posteriormente nomeado Ministro do Interior e Ministro da Defesa pela Assembleia Krajina sérvia. Nessa posição, ele estabeleceu uma milícia armada que montou bloqueios de estradas em seu território, separando efetivamente a região costeira da Dalmácia no sul da Croácia do resto do país. Os confrontos entre os sérvios Krajina e as forças de segurança croatas estouraram quase imediatamente depois que a Croácia declarou independência em 25 de junho, deixando dezenas de mortos.
Por volta de agosto de 1991, Babić tornou-se parte do que os promotores de crimes de guerra mais tarde descreveriam como uma "empresa criminosa conjunta" para remover permanentemente à força a população não sérvia do território sob seu controle, com o objetivo final de tornar a região parte de um novo estado dominado pelos sérvios. De acordo com os promotores, seus principais cúmplices incluíam Slobodan Milošević, outras figuras sérvias de Krajina, como Milan Martić, o líder paramilitar sérvio Vojislav Šešelj e comandantes do exército iugoslavo, incluindo o general Ratko Mladić, na época o comandante das forças EPI na Croácia. Todos eles foram indiciados por crimes de guerra e alguns foram condenados. De acordo com o depoimento de Babić durante seu julgamento por crimes de guerra, durante o verão de 1991, a polícia secreta sérvia - sob o comando de Milošević - montou "uma estrutura paralela de segurança do Estado e a polícia de Krajina e unidades comandadas pela segurança do Estado da Sérvia". Uma guerra em grande escala foi lançada na qual uma grande área de território, equivalente a um terço da Croácia, foi apreendida e a população não sérvia foi massacrada ou purificada etnicamente. A maior parte dos combates ocorreu entre agosto e dezembro de 1991. Outros milhares morreram e foram deportados em combates no leste da Eslavônia, mas o EPI foi o principal ator nessa parte do conflito.
A comunidade internacional tentou resolver o conflito em novembro de 1991, propondo um plano de paz apresentado pelo Enviado Especial das Nações Unidas Cyrus Vance, sob o qual os Krajina seriam desmilitarizados e protegidos por uma força de paz da ONU enquanto conversas políticas sobre seu futuro aconteciam. Babić se opôs fortemente a isso, renomeando em vez de RAS República da Sérvia Krajina (RSK) em 19 de dezembro de 1991 (que mais tarde absorveu as áreas controladas pelos sérvios no leste da Croácia em fevereiro de 1992). Ele instou a Assembleia sérvia de Krajina a rejeitar o plano de Vance. No entanto, Milošević discordou desta posição: os seus objectivos estratégicos na Croácia foram amplamente alcançados e o EPI era necessário para a guerra que se aproximava na Bósnia e Herzegovina. Babić foi posto de lado e oO plano de Vance foi aprovado na Assembleia da RSK em 16 de fevereiro de 1992. Em 26 de fevereiro de 1992, Milošević planejou a remoção de Babić em favor de Goran Hadžić, uma figura mais dócil que teria se gabado de ser apenas "um mensageiro de Slobodan Milošević".
Embora Babić permanecesse ativo na política do RSK como seu Ministro das Relações Exteriores, ele era então uma figura muito enfraquecida. Babić afirmou que a política de Krajina era controlada a partir de Belgrado através da polícia secreta sérvia; Mais tarde, Milošević negou, alegando que Babić tinha inventado "por medo".
Em 3 de julho de 1992, o The Washington Post relatou que assessores de Milan Babic disseram que ele havia levado um tiro "... em um ataque de guarda-costas de um líder rival e estava 'lutando por sua vida'..."
O colapso militar dos sérvios bósnios em julho-agosto de 1995 impeliu Babić ao posto de primeiro-ministro do RSK, mas ele o manteve por apenas algumas semanas. No início de agosto de 1995, o governo croata lançou a Operação Tempestade para retomar toda a área do Krajina (com exceção da faixa no leste da Eslavônia, que permaneceu sob controle sérvio até 1998). Babić fugiu para a Sérvia junto com toda a liderança sérvia de Krajina e 200 000 refugiados sérvios da região (a maioria da população sérvia em Krajina). Ele teria se aposentado para uma granja de galinhas em Voivodina.

## Julgamento
Em dezembro de 2002, Babić foi inesperadamente revelado como testemunha contra Slobodan Milošević como parte de seu acordo judicial, testemunhando perante o TPIJ que Milošević estivera pessoalmente envolvido na guerra na Croácia. No mês de novembro seguinte, ele foi acusado de cinco acusações de crimes contra a humanidade e violações das leis e costumes de guerra. Embora ele inicialmente não tenha entrado com a confissão, ele se confessou culpado em 27 de janeiro de 2004 de uma acusação de crime contra a humanidade em uma aparente confissão de culpa com os promotores do ICTY, sob a qual as acusações restantes foram retiradas. Ele expressou "vergonha e remorso" em uma declaração pública e declarou que agiu para aliviar a vergonha coletiva dos sérvios croatas, pedindo aos seus "irmãos croatas que perdoem seus irmãos sérvios" por suas ações. A sua confissão à acusação de perseguição, um crime contra a humanidade, marcou uma grande vitória para os procuradores do TPIJ, uma vez que Babić foi, antes da sua morte, o único participante na guerra croata a admitir a sua culpa. O seu testemunho foi de grande importância para a acusação ao reforçar a sua afirmação de que Milošević era o principal actor na "empresa criminosa conjunta" na Croácia.
Em seu próprio julgamento, Babić deu testemunho que foi usado para indiciar Milošević. O primeiro também compareceu ao julgamento do último para depor. Em um caso, Milošević negou que apoiasse Babić citando transcrições de seu telefone grampeado, onde se referia a Babić como "um idiota", "escória comum" e "trunfo de Tudjman". 
Em junho de 2004, Babić foi condenado a 13 anos de prisão depois que o tribunal rejeitou a recomendação dos promotores de uma pena de 11 anos. O tribunal o considerou mais responsável do que o promotor o qualificou, mas também deu a Babić o crédito por se render voluntariamente e se declarar culpado. O tribunal concluiu que, embora "Babić não fosse o principal motor,... Babić optou por permanecer no poder e forneceu apoio significativo para as perseguições".  Babić foi enviado a um local secreto na Grã-Bretanha para cumprir sua sentença, o que foi uma ação sem precedentes do tribunal. Isso levou a especulações de que Babić havia recebido um tratamento privilegiado em troca de seu testemunho contra outros réus. A justificativa oficial dada para não divulgar sua localização foi a preocupação com sua segurança contra as pessoas contra quem testemunhou.
Os líderes e comandantes sérvios que Babić acusou de crimes de guerra na Croácia, durante seu julgamento em Haia, envolviam Slobodan Milošević, Milan Martić, Jovica Stanišić, Franko Simatović e Momčilo Krajišnik.

## Morte
Milan Babić foi encontrado morto após supostamente cometer suicídio em 5 de março de 2006, enquanto na unidade de detenção do ICTY em Haia, Holanda, onde prestava depoimento contra Milan Martić, seu sucessor como presidente do RSK. O New York Times noticiou que Babić se enforcou "usando seu próprio cinto de couro".
 

O líder do Partido Radical Sérvio e companheiro de prisão, Vojislav Šešelj, afirmou ter contribuído para o suicídio de Babić ao "tornar sua vida miserável". Šešelj acrescentou que a acusação do ICTY prometeu inicialmente a Babić que não iria apresentar queixa se ele concordasse em testemunhar contra outros sérvios. As acusações foram feitas de qualquer maneira (em uma acusação).